# Гаврильцево (Большесельский сельский округ)
В этом же районе и сельском поселении имеется ещё одна деревня Гаврильцево, но на территории Новосельского сельского округа, а в других районах Ярославской области есть ещё три деревени с названием Гаврильцево, в Брейтовском, Даниловском и Некоузском районах.
Гаврильцево — деревня в Большесельском сельском поселении Большесельского района Ярославской области.
Деревня Гаврильцева указана на плане Генерального межевания Рыбинского уезда 1792 года.

## Население
По данным статистического сборника «Сельские населенные пункты Ярославской области на 1 января 2007 года», в деревне Гаврильцево проживает 1 человек .

## География
Деревня находится в центре района на восток от районного центра Большое Село. Она стоит на расстоянии около 1 км на юго-восток от автомобильной дороги, следующей от Большого Села через станцию Лом к федеральной трассе Р151 Ярославль—Рыбинск на участке Тутаев — Рыбинск. Между Гаврильцево и дорогой стоит деревня Малое Скрылево, а с противоположной стороны дороги, непосредственно на ней стоит деревня Большое Скрылево. Все три деревни стоят на окружённом лесами поле, на возвышенности, с северо-востока от которой в низине протекает река Протасовка, левый приток Черёмухи .